# Stazione di Polesella
La stazione di Polesella è una stazione ferroviaria posta lungo la linea ferroviaria Padova-Bologna, a servizio del comune di Polesella.